# Jack Campbell (Eishockeyspieler)
Jack Campbell (* 9. Januar 1992 in Port Huron, Michigan) ist ein US-amerikanischer Eishockeytorwart, der seit Juli 2024 bei den Detroit Red Wings in der National Hockey League (NHL) unter Vertrag steht und parallel für deren Farmteam, die Grand Rapids Griffins, in der American Hockey League (AHL) zum Einsatz kommt. Zuvor war er in der NHL bereits für die Los Angeles Kings, Toronto Maple Leafs und Edmonton Oilers aktiv.

## Karriere
Jack Campbell begann seine Karriere in den Juniorenligen Michigans und wurde im Alter von 16 Jahren ins USA Hockey National Team Development Program berufen. Dort durchlief er verschiedene Altersstufen der Mannschaft und setzte sich in der Saison 2008/09 sofort als Stammtorhüter der U18-Nationalmannschaft durch. Schließlich gewann er mit der Auswahl bei den U18-Weltmeisterschaften 2009 und 2010 jeweils die Goldmedaille und wurde ins All-Star Team des Turniers gewählt. Beim Titelgewinn 2010 wurde Campbell zudem als bester Torhüter und Most Valuable Player der U18-Weltmeisterschaft ausgezeichnet. In sechs Einsätzen verzeichnete er drei Shutouts und eine Fangquote von 96,5 %. Im selben Jahr stand der 17-Jährige als Ersatztorhüter auch erstmals für die U20-Nationalmannschaft auf dem Eis. Im Finale der U20-Weltmeisterschaft wurde er dabei beim Stand von 0:3 eingewechselt und führte die US-Auswahl mit 32 gehaltenen Schüssen schließlich zur Goldmedaille durch einen Sieg über Kanada in der Overtime.
Im NHL Entry Draft 2010 wurde Campbell von den Dallas Stars in der ersten Runde an elfter Position ausgewählt und war damit der erste Torhüter, der im Draft gezogen wurde. Im November 2010 unterzeichnete er einen dreijährigen Einstiegsvertrag mit den Stars.
Zur Saison 2010/11 wechselte Jack Campbell zu den Windsor Spitfires in die Ontario Hockey League. Dort konnte er zunächst nicht an seine Leistungen aus der Vorsaison anknüpfen und hatte eine Fangquote von nur 88,3 %, drang allerdings in den Play-offs mit den Spitfires bis ins Conference-Finale der OHL vor. Bei der U20-Weltmeisterschaft 2011 war Campbell erneut Stammtorhüter des Team USA und gewann mit diesem die Bronzemedaille. Dabei wurde er erneut als bester Torhüter des Turniers ausgezeichnet und ins All-Star Team gewählt.
Bei der Weltmeisterschaft 2011 stand Jack Campbell erstmals im Kader der Herren-Nationalmannschaft und war dort mit 19 Jahren der jüngste Spieler. Allerdings war er nur im Viertelfinale als Backup-Torhüter aufgestellt und erhielt dabei keinen Einsatz.

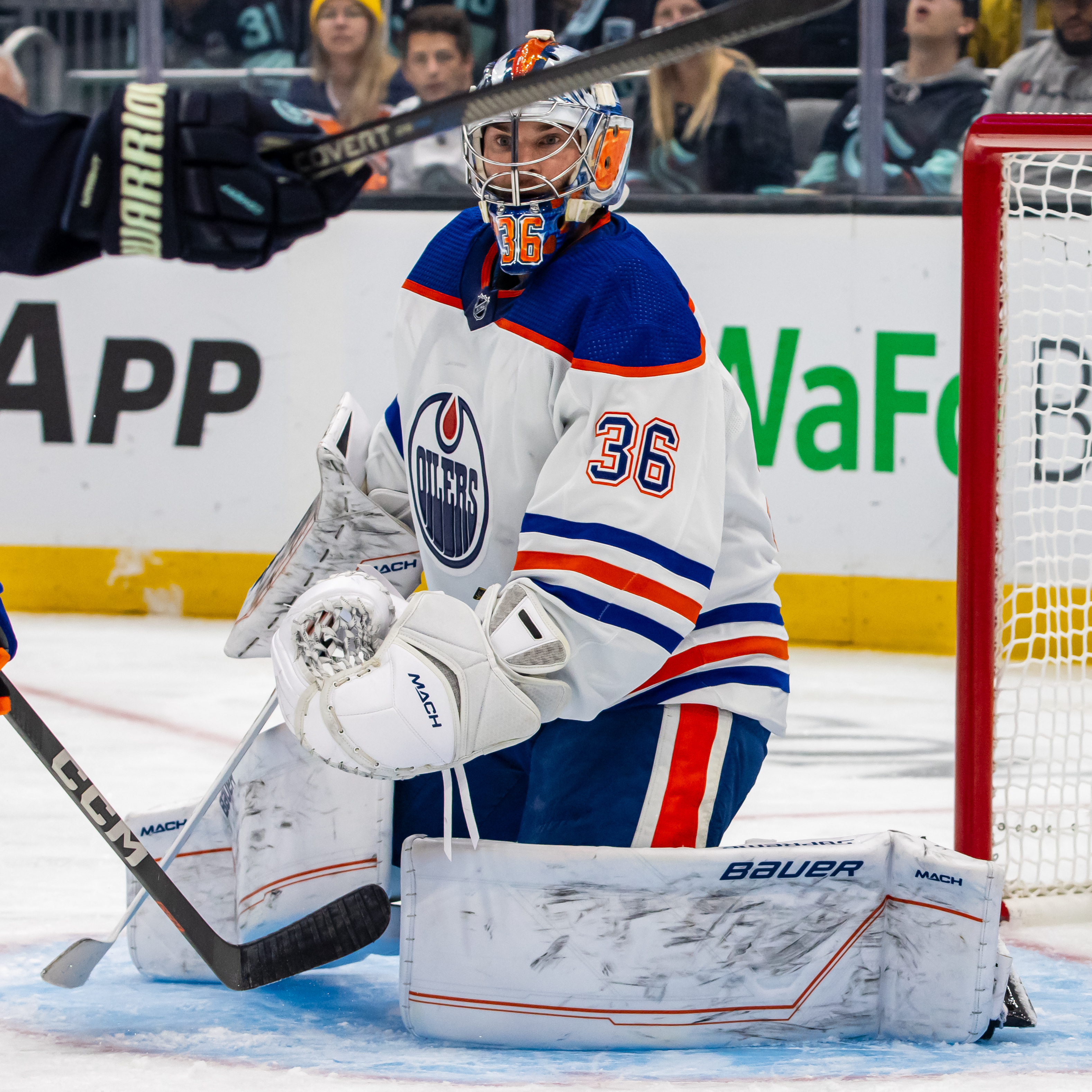
Jack Campbell (2023)

Im November 2011 wurde Campbell innerhalb der OHL zu den Sault Ste. Marie Greyhounds transferiert, die dafür die Rechte an zwei Verteidigern sowie sechs Draftpicks nach Windsor abgaben. Für die Greyhounds absolvierte er in der Saison 2011/12 34 Spiele, verpasste mit der Mannschaft allerdings die Play-offs. Im März 2012 wurde er erstmals in den Kader der Texas Stars, dem Farmteam der Dallas Stars in der American Hockey League, berufen. Dort teilte er sich in der folgenden Saison die Einsatzzeit mit dem Schweden Cristopher Nihlstorp.
In den folgenden Saisons kam Campbell fast ausschließlich in der AHL zum Einsatz, gab allerdings in der Saison 2013/14 sein NHL-Debüt für die Dallas Stars. Mit den Texas Stars gewann er 2014 den Calder Cup. Darüber hinaus vertrat er die Nationalmannschaft der Vereinigten Staaten bei der Weltmeisterschaft 2015 und gewann dort mit dem Team die Bronzemedaille.
Im Juni 2016 wurde Campbell im Tausch für Nick Ebert an die Los Angeles Kings abgegeben. Bei den Kings kam er in der Spielzeit 2018/19 erstmals regelmäßig als Backup von Jonathan Quick in der NHL zum Einsatz, so bestritt er 31 Partien und erreichte dabei eine Fangquote von 92,8 % sowie einen Gegentorschnitt von 2,30. Im Februar 2020 wurde er samt Kyle Clifford an die Toronto Maple Leafs abgegeben, während die Kings Trevor Moore, ein Drittrunden-Wahlrecht für den NHL Entry Draft 2020 sowie ein konditionales Drittrunden-Wahlrecht für den NHL Entry Draft 2021 erhielten. Die Maple Leafs reagierten mit der Verpflichtung Campbells auf eine Verletzung von Frederik Andersen sowie auf die bisher nicht überzeugenden Leistungen von dessen Backup Michael Hutchinson.
Nach dem Weggang von Andersen in der Off-Season im Sommer 2021 übernahm Campbell zur Spielzeit 2021/22 die Position des Stammtorhüters bei den Maple Leafs und setzte sich dabei hauptsächlich gegen den neu verpflichteten Petr Mrázek durch. Sein auslaufender Vertrag wurde anschließend jedoch nicht verlängert, sodass er sich im Juli 2022 als Free Agent den Edmonton Oilers anschloss. Dort unterzeichnete er einen neuen Fünfjahresvertrag, der ihm ein durchschnittliches Jahresgehalt von fünf Millionen US-Dollar einbringen soll. Bereits nach der Saison 2023/24 allerdings bezahlten ihm die Oilers eine verbleibenden drei Vertragsjahre aus (buy-out), sodass er im Juli 2024 als Free Agent zu den Detroit Red Wings wechselte.

## Erfolge und Auszeichnungen
- 2010 Dave Peterson Goaltender of the Year (bester Torhüter im Amateurbereich von USA Hockey)
- 2014 Calder-Cup-Gewinn mit den Texas Stars
- 2017 Teilnahme am AHL All-Star Classic
- 2022 Teilnahme am NHL All-Star Game

### International

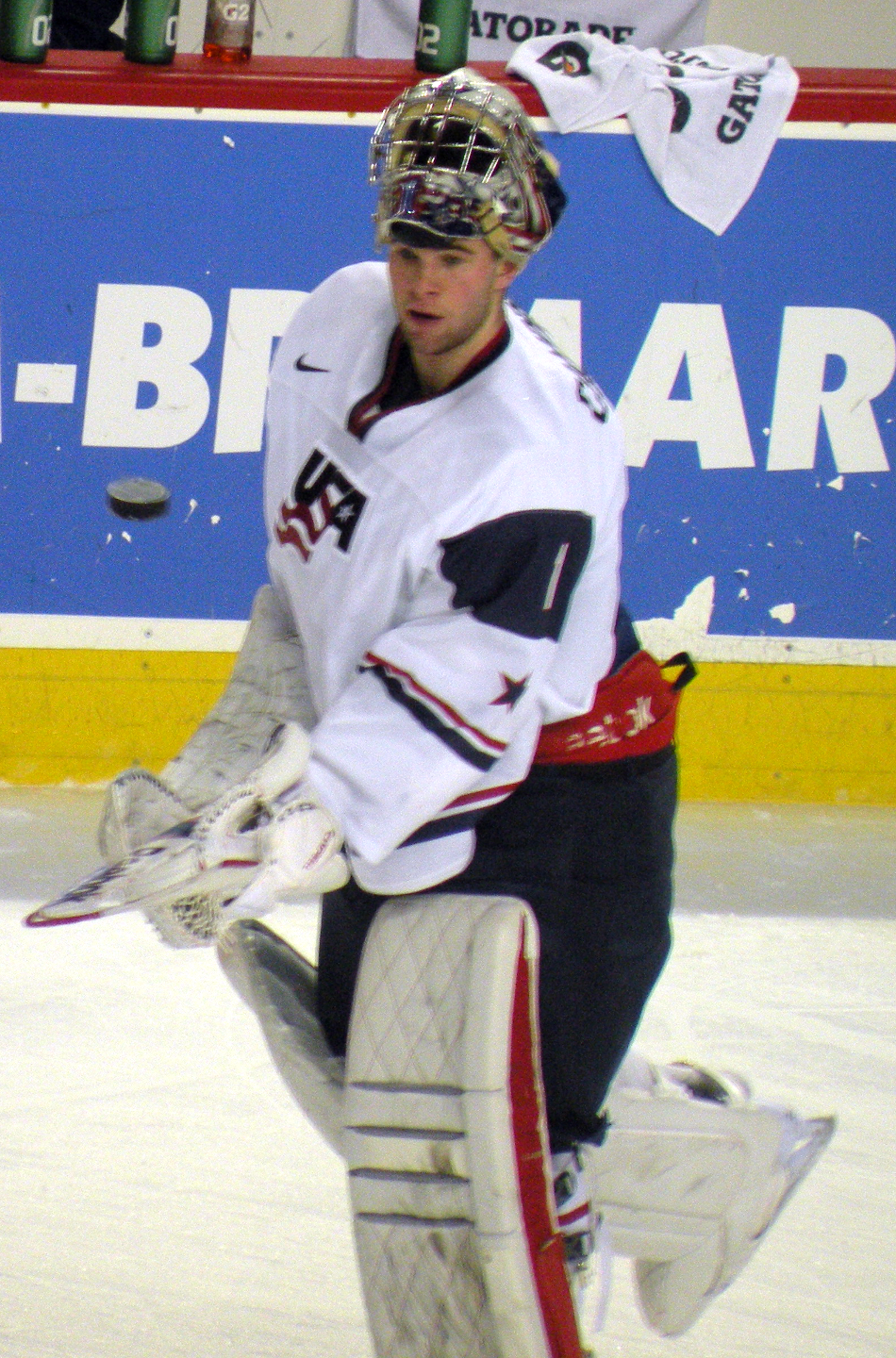
Jack Campbell bei der U20-Junioren-Weltmeisterschaft 2012

| - 2009 Goldmedaille bei der U18-Junioren-Weltmeisterschaft - 2009 All-Star-Team der U18-Junioren-Weltmeisterschaft - 2010 Goldmedaille bei der U18-Junioren-Weltmeisterschaft - 2010 Bester Torhüter der U18-Junioren-Weltmeisterschaft - 2010 Wertvollster Spieler der U18-Junioren-Weltmeisterschaft - 2010 All-Star-Team der U18-Junioren-Weltmeisterschaft | - 2010 Goldmedaille bei der U20-Junioren-Weltmeisterschaft - 2011 Bronzemedaille bei der U20-Junioren-Weltmeisterschaft - 2011 Bester Torhüter der U20-Junioren-Weltmeisterschaft - 2011 All-Star-Team der U20-Junioren-Weltmeisterschaft - 2015 Bronzemedaille bei der Weltmeisterschaft |

## Karrierestatistik
Stand: Ende der Saison 2023/24

### International
Vertrat die USA bei:
| - U18-Junioren-Weltmeisterschaft 2009 - U18-Junioren-Weltmeisterschaft 2010 - U20-Junioren-Weltmeisterschaft 2010 - U20-Junioren-Weltmeisterschaft 2011 | - Weltmeisterschaft 2011 - U20-Junioren-Weltmeisterschaft 2012 - Weltmeisterschaft 2015 |

(Legende zur Torhüterstatistik: GP oder Sp = Spiele insgesamt; W oder S = Siege; L oder N = Niederlagen; T oder U oder OT = Unentschieden oder Overtime- bzw. Shootout-Niederlage; Min. = Minuten; SOG oder SaT = Schüsse aufs Tor; GA oder GT = Gegentore; SO = Shutouts; GAA oder GTS = Gegentorschnitt; Sv% oder SVS% = Fangquote; EN = Empty Net Goal; 1 Play-downs/Relegation; Kursiv: Statistik nicht vollständig)